# Józef Pawlak (muzyk)
Józef Pawlak (ur. 26 grudnia 1894 w Gnieźnie, zm. 13 stycznia 1983) – organista, pedagog, profesor Akademii Muzycznej w Poznaniu.
W latach 1908–1910 uczył się muzyki u ks. Wacława Gieburowskiego w Poznaniu, a następnie, m.in. u Józefa Kromolickiego w Berlinie. Od 1913 pracował w Grodzisku Wielkopolskim jako organista i dyrygent chóru kościelnego. Od 1920 jako dyrygent chóru „Moniuszko” w Ostrowie Wielkopolskim. Od 1923, przez 48 lat (z przerwą w okresie II wojny światowej) był organistą w Katedrze Poznańskiej. Jednocześnie, w latach 1924–1928 grał na altówce w orkiestrze Opery Poznańskiej. Od 1927 uczęszczał na lekcje gry organowej w Państwowym Konserwatorium Muzycznym w Poznaniu, a w latach 1933–1939 w Konserwatorium Miejskim w Bydgoszczy. Był prezesem Związku Organistów i działał w Związku Chórów Kościelnych. W czasie II wojny światowej przez pięć lat był więźniem w obozach koncentracyjnych w Dachau i Gusen. Od września 1945 prowadził klasę organów w Państwowej Wyższej Szkole Muzycznej w Poznaniu; w latach 1961–1965 był dziekanem Wydziału Wokalnego. Był rzeczoznawcą do spraw organowych przy Kurii Metropolitarnej i członkiem Komisji Muzyki Kościelnej Archidiecezji Poznańskiej. Występował z recitalami organowymi w różnych miastach Polski, m.in. w Oliwie, Wrocławiu, Kamieniu Pomorskim, Bydgoszczy, Szczecinie oraz w Polskim Radio. Był odznaczony m.in. Krzyżem Papieskim "Pro Ecclesia et Pontifice". Jest pochowany na cmentarzu górczyńskim w Poznaniu.

## Wybrane publikacje
- 1948 Akompanjament organowy do Responsorjów mszalnych: na zasadach rytmicznych szkoły solesmeńskiej
- 1962 Wybrane utwory: na organy Dietrich Buxtehude
- 1977 Utwory z Warszawskiej tabulatury organowej z XVII w.